# Етьєн де Понсен

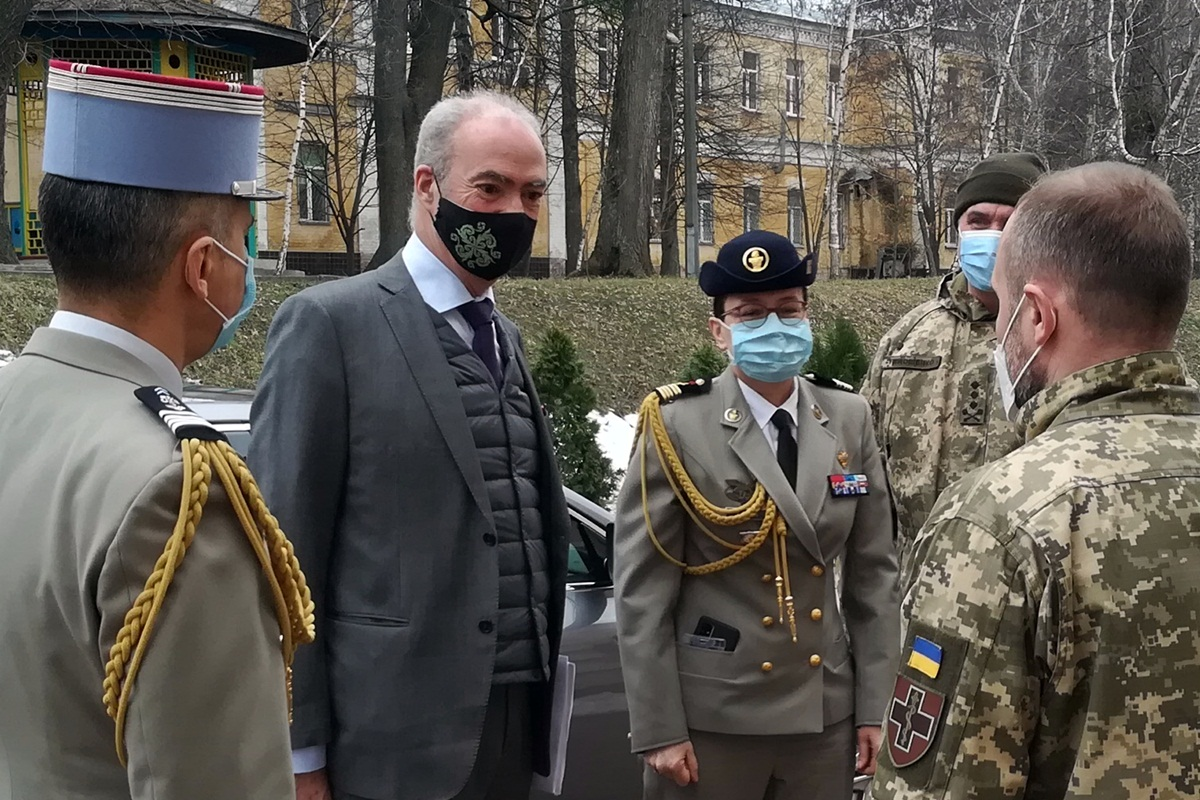
Етьєн де Понсен та військовий аташе Франції під час зустрічі з представниками Командування Медичних сил Збройних Сил України (Головний військовий клінічний госпіталь, Київ, 5 березня 2021)

Етьєн де Понсен (фр. Etienne de Poncins) (6 березня 1964) — французький дипломат, посол у Польщі. Колишній Надзвичайний і Повноважний Посол Франції в Україні (2019-2023).

## Життєпис
У 1984 році закінчив Інститут політичних досліджень у Парижі. У 1985 році Паризький університет, історичний факультет. Він випускник Коледжу для вищих державних службовців (клас Жана Моне 1990 р.). Проходив стажування в посольстві Франції в Румунії (лютий 1988-серпень 1988); Стажувався в компанії Promodès (вересень 1988-січень 1989).
У 1990—1993 рр. — керівник дирекції Європейського співробітництва у Міністерстві закордонних справ Франції;
У 1993—1995 рр. — технічний радник у приватному кабінеті міністра з питань європейських справ пана Алена Ламасура;
У 1995—1999 рр. — радник у Постійному представництві Франції при Європейському Союзі;
У 1999—2002 рр. — заступник голови місії в посольстві Франції у Варшаві (Польща).
З лютого 2002 по вересень 2003 року він був членом Секретаріату Європейської конвенції, єдиний французький член Секретаріату, безпосередньо працював з президентом Валері Жискар д'Естеном протягом всієї Європейської конвенції. Пан де Понсен також декілька разів читав лекції з європейських справ у програмі ENA та IEP в Парижі.
З вересня 2003 по лютий 2005 рр. — був речником і прес-секретарем постійного представництва Франції в ЄС.
З березня 2005 по травень 2005 рр. — Заступник міністра з питань європейських справ, пані Клоді Еньєре.
З травня 2005 по травень 2007 рр. — заступник міністра з європейських справ, пані Катерини Колони.
З червня 2007 по жовтень 2010 рр. — Надзвичайний і Повноважний Посол Франції у Болгарії;
З листопада 2010 по липень 2013 рр. — Надзвичайний і Повноважний Посол Франції в Кенії та Сомалі з резиденцією в Найробі;
У 2013—2015 рр. — Голова місії EUCAP SEAE, Європейська служба зовнішніх справ;
З липня 2015 по серпень 2019 рр. — Інспектор з закордонних справ Міністерства Європи та закордонних справ Франції;
З серпня 2019 року — Надзвичайний і Повноважний Посол Франції в Києві (Україна).
20 серпня 2019 року — вручив копії вірчих грамот Заступнику міністра закордонних справ України Олені Зеркаль.
11 вересня 2019 року — вручив вірчі грамоти Президенту України Володимиру Зеленському.
З 2023 року — Надзвичайний і Повноважний Посол Франції у Польщі.

## Нагороди
- Орден «За заслуги» II ступеня (Україна, 4 вересня 2023) — за вагомий особистий внесок у зміцнення міждержавного співробітництва, підтримку державного суверенітету та територіальної цілісності України, популяризацію Української держави у світі[17].
- Орден Почесного легіону (Франція)[2]
- Орден «За заслуги» (Франція)[2]

## Публікації
- «Лісабонська угода у 27 пунктах» (2008)